# الليبرو (مسرحية)
الليبرو هي مسرحية عرضت في موسم الصيف عام 2002 بالإسكندرية على مسرح كوتة. من تأليف الكاتبة السعودية ملحة عبد الله وإخراج أشرف عزب، وديكور محمد عبد الرازق واستعراضات احمد يونس، وأشعار محمد زناتى وبطولة سعيد صالح، حسن الأسمر، شمس ومحمد محمود، محمود عامر، طارق إسماعيل، ووائل علي، ناصر عبد الله، والراقصة فيفى الصغير، محمد رمزى وعارفة عبد الرسول، ونجوم مسرح إسكندرية.

## تفاصيل العرض
العرض غنائي استعراضي يناقش فكرة التقنع الذي يمارسه أفراد المجتمع على بعضهم البعض، حيث يعانى حسونة ابن الحارة من تسلط رجال الحارة الشعبية عليه، تحت قهر ظروف المعيشة. يسكن حسونه في بيت المعلم فرج الجزار، والذي يطمع في زوجته الحسناء عزيزة ويدبر مكيده لحسونة ليتم اعتقاله. فيخرج من المعتقل وهو متحول ومتقنع بصورة وحش مرعب للجميع، فينفر منه الجميع حتى زوجته ليدرك في النهاية أن لا سبيل للمرء للتعايش في المجتمع إلا بالحب والمودة.

## طاقم التمثيل
- سعيد صالح
- شمس
- محمد محمود
- حسن الأسمر
- محمود عامر
- وائل علي
- محمود بشير
- فيفي الصغيره
- ناصر عبد الله
- طارق إسماعيل
- أكرم الألفي